# Birgitte Karlsen Hagen
Birgitte Karlsen Hagen (født d. 19. april 1994 i Bergen, Norge) er en norsk håndboldspiller, der spiller for Tertnes IL i den norske Eliteserien. Hun har tidligere spillet for Silkeborg-Voel KFUM i Danmark og for Tertnes IL og Fana IL i hjemlandet.
Hun har op til flere U-landsholdskampe på cv'et.